# Ivan Tjerezov
Ivan Jurjevitj Tjerezov (ryska: Ива́н Юрьевич Че́резов), född 18 november 1980, är en rysk skidskytt.
Tjerezov har tävlat sedan 1989 och varit med i världscupen sedan 2003/2004. Hans bästa säsong var 2006/2007 då han slutade på fjärde plats i den totala världscupen. Tjerezovs första seger i världscupen är från Chanty-Mansijsk 2006/2007 då han vann en masstart. 

## Världscupdeltävlingsegrar
- 2007
  - Masstart, Chanty-Mansijsk
  - Jaktstart, Kontiolax

- 2008
  - Jaktstart, Holmenkollen

- 2009
  - Sprint, Pokljuka

- 2010
  - Sprint, Kontiolax
  - Masstart, Holmenkollen
  - Sprint, Chanty-Mansijsk

## Mästerskapsmeriter
Tjerezov deltog i OS 2006 där han var med i det ryska lag som tog silver i stafett. Individuellt blev han femma i sprinten. Han deltog även i OS 2010 och tog hem ett stafettbrons tillsammans med sina lagmedlemmar över 4 x 7,5 km. Tjerezov har även varit med i flera världsmästerskap och som bäst har det blivit två guld från VM 2007 och 2005 i stafett respektive mixstafett.